# Dictyochaeta setosa
Dictyochaeta setosa är en svampart som först beskrevs av S. Hughes & W.B. Kendr., och fick sitt nu gällande namn av Aramb. & Cabello 1989. Dictyochaeta setosa ingår i släktet Dictyochaeta och familjen Chaetosphaeriaceae.   Inga underarter finns listade i Catalogue of Life.